# Luc Leman
Pour les articles homonymes, voir Leman.
Luc Leman est un coureur cycliste professionnel belge, né le 30 avril 1953 à Ledegem. Frère d'Eric Leman, il a été professionnel de septembre 1974 à 1979.

## Palmarès

### Palmarès amateur
- 1971
  - 2e du championnat de Belgique du contre-la-montre par équipes amateurs
- 1973
  - Internatie Reningelst
- 1974
  - 2e du Tour du Loir-et-Cher
  - 2e du championnat de Belgique sur route amateurs
  - 3e de Gand-Staden
  - 3e du Circuit de Wallonie

### Palmarès professionnel
- 1975
  - 5e étape du Tour d'Espagne
  - Circuit de Flandre centrale
  - Circuit de la région frontalière (Omloop der grensstreek)
  - 3e de la Gullegem Koerse
- 1976
  - 3e, 4e et 6e étape de l'Étoile de Bessèges
  - Nokere Koerse
  - 3e de l'Amstel Gold Race
  - 3e du Circuit du Brabant central
- 1977
  - Circuit de la région linière
  - 2e de À travers la Belgique
- 1978
  - 1re étape du Tour méditerranéen
  - Omloop van de Westkust
  - 2e du Circuit de Neeroeteren
- 1979
  - 2e étape A du Tour méditerranéen
  - 3e du Circuit de la région linière

## Résultats sur les grands tours

### Tour d'Espagne
2 participations
- 1975 : abandon (19ea étape), vainqueur de la 5e étape
- 1978 : abandon (3e étape)

## Sources
- Encyclopédie mondiale du cyclisme, Eecloonaar Editions, 2000